# Felicja Blumental
Pour les articles homonymes, voir Blumenthal.
Felicja Blumental, née le 28 décembre 1908 à Varsovie et morte le 31 décembre 1991 à Tel Aviv est une pianiste et compositrice brasilo-polonaise.

## Biographie
Felicja Blumental est la fille d'un violoniste et commence ses leçon de piano à l'âge de cinq ans et joue pour la première fois au concert à dix ans. Elle entre au conservatoire de Varsovie, où elle suit les cours de piano de Zbigniew Drzewiecki (le fondateur du concours Chopin) et Josef Goldberg. Elle étudie aussi la composition avec Karol Szymanowski. Plus tard, en Suisse, elle étudie en privé avec Józef Turczyński. Avant la guerre, elle fait ses débuts internationaux.
En 1938, avec son époux Markus Mizne, elle fuit d'abord à Nice, puis en 1942, elle émigre aux États-Unis et s'installe au Brésil. En 1954, Villa-Lobos lui dédie son concerto pour piano no 5 dont la création suit à Londres, au Royal Festival Hall, avec l'Orchestre philharmonique de Londres sous la direction de Jean Martinon. Elle le joue ensuite sous la direction du compositeur à Cleveland et Atlanta, puis à Vienne et Paris. Au début des années 1960, elle se spécialise dans le « hors répertoire », avec pour compositeurs élus : Ries, Paderewski, Czerny, Kozeluch, Hummel, Clementi et Field. Elle joue également la version pour piano du concerto pour violon de Beethoven.
Elle est la dédicataire de l'œuvre de Penderecki, Partita pour clavecin et orchestre (1972).

## Postérité

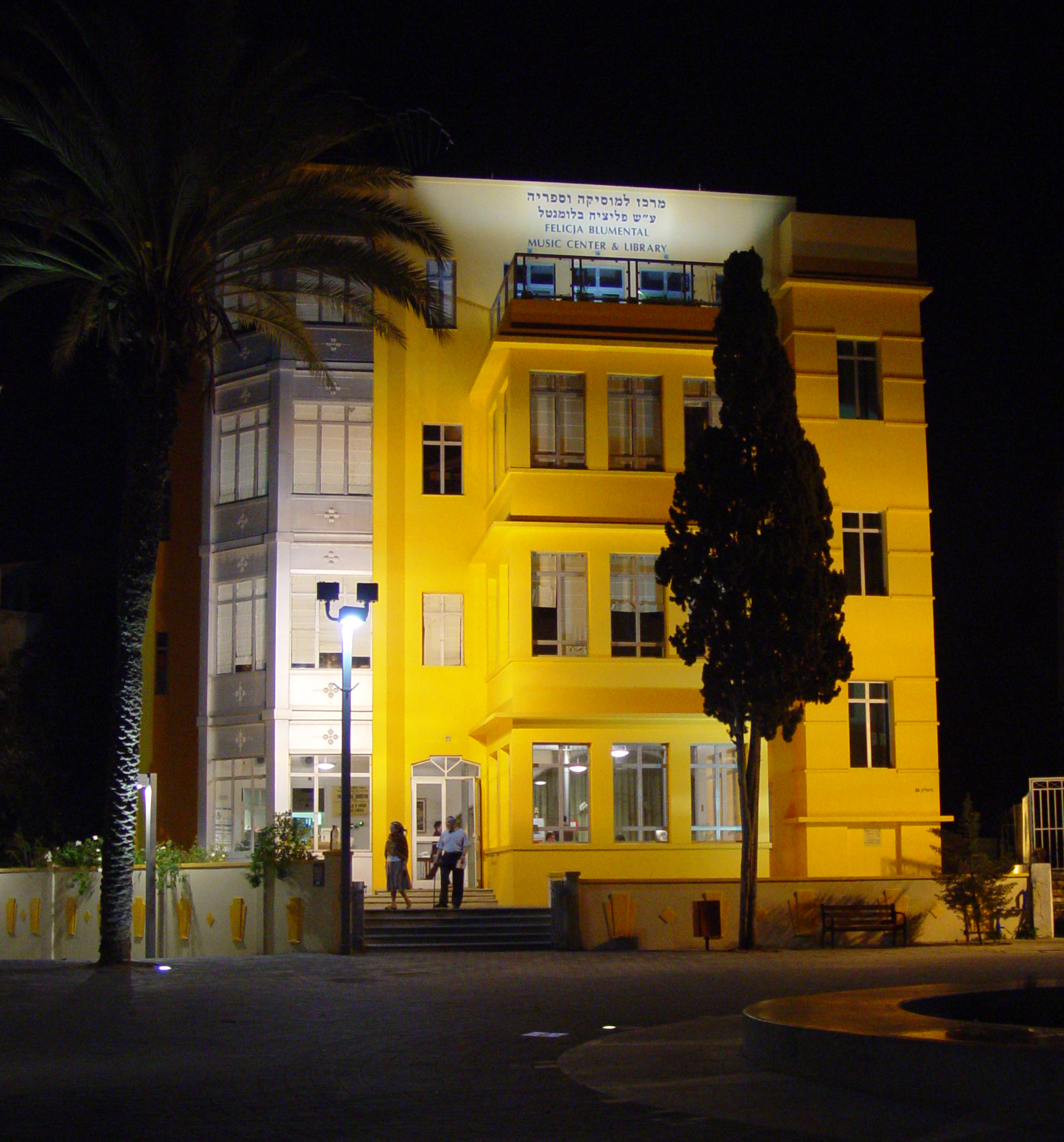
Centre de musique Felicja-Blumental à Tel Aviv.

Dans la Rue Bialik de Tel Aviv, se trouve le Felicja Blumental Music Center, dans lequel se tient régulièrement le Festival international Felicja Blumental.

## Discographie
Felicja Blumental a enregistré ou été publiée par divers labels, notamment : Vox/Turnabout, Everest, Dureco, RCA/Unicorn, EMI et Decca. Elle s'est beaucoup consacrée au répertoire classique ou romantique délaissé, notamment en jouant (surtout des concertos) de Hoffmeister, Giovanni Battista Viotti & Platti (Concerto no 1, Turnabout 1971), Carl Stamitz & Paisiello (Turnabout 1965), Manfredini, Hummel & Field (1er concerto) (RCA ; le 3e pour Turnabout 1970), Kozeluch, Czerny & Ries (3e concerto) (RCA 1970), Clementi, Kuhlau, Rubinstein, Rimski-Korsakov, Albéniz et Paderewski ; mais elle laisse également des enregistrements dévolus à Mozart, Chopin et Fauré (Fantaisie op. 111).

### Piano
- Musique pour piano portugaise - vol. 1 : Sonates de Joao De Souza Carvalho, Frei Jacinto, Gomes Da Silva, Carlos Seixas (Claudio Records)
- Musique pour piano portugaise - vol. 2 : Sonates de Frei Jacinto et Carlos Seixas

### Concertos
- Albéniz (Concerto no 1), Villa-Lobos (Concerto no 5) (Dureco 1159302)
- Beethoven, Concerto no 5 « Empereur », Romance en mi mineur*, - Orchestre symphonique de Vienne, dir. Robert Wagner et Alberto Zedda (Brana Records) (OCLC 319708872)
- Clementi, Concerto en ut majeur - Nouvel orchestre de chambre de Prague, dir. Alberto Zedda (1968, VoxBox CDX 5111) (OCLC 37291220)
- Clementi (Concerto en ut majeur) ; Mozart (Concerto no 9*) - Orchestre du Mozarteum de  Salzbourg, dir. Leopold Hager ; ; Orchestre de chambre de Prague, dir. Alberto Zedda (1980 et 1976, Brana Records) (OCLC 154320791)
- Hoffmeister (Concerto en ré majeur) ; Beethoven (Concerto no 1) - Orchestre symphonique de Vienne, dir. Robert Wagner ; Orchestre de chambre de Prague, dir. Alberto Zedda (1967 et 1962, Brana Records) (OCLC 813456145)
- Kozeluch (Concerto en ré majeur), Mozart (Concerto no 21*) - Nouvel orchestre de chambre de Prague, dir. Alberto Zedda ; Orchestre du Mozarteum de  Salzbourg, dir. Leopold Hager* (1970 et 1968, Turnabout / Brana Records) (OCLC 76806941)
- Paisiello (Concertos en fa et en ut) ; Manfredini - Orchestre symphonique de Turin, dir. Alberto Zedda ; Orchestre de chambre du Wurttemberg, dir. Jörg Faerber ; Orchestre du Mozarteum de Salzbourg, dir. Michiyoshi Inoue (1965 et 1972, Turnabout / Brana Records) (OCLC 156817521)
- Penderecki (Partita pour clavecin et orchestre) ; Paderewski (Concerto en la mineur, Fantaisie polonaise) - Felicja Blumental, clavecin et piano ; Orchestre symphonique de la radio polonaise, dir. Penderecki ; Orchestre symphonique de Vienne, dir. Helmut Froschauer ; Orchestre symphonique d'Innsbruck, dir. Robert Wagner (1972, EMI / Brana Records) (OCLC 76892992)
- Schumann (Concerto) ; Saint-Saëns (Wedding Cake) ; Kuhlau (Concerto en ut majeur) - Pro Musica [Symphonique de] Vienne, dir. Hans Swarowsky ; Filarmonica Triestina, dir. Luigi Toffolo ; Orchestre symphonique de Salzbourg, dir. Theodor Guschlbauer (1956, 1858, 1969, Brana Records) (OCLC 62155599)
- Rachmaninoff (Concerto no 2) ; Hummel (Rondo brillant sur un thème populaire russe, op. 98) - Orchestre de l'opéra de Vienne, dir. Michael Gielen ; Orchestre de chambre de Prague, dir. Helmut Froschauer (1957 et 1970, LP VOX STPL 511.500 / Brana Records) (OCLC 82368239)
- Rubinstein, Concertstuck en la-bémol majeur, op. 113 - Orchestre symphonique de Vienne, dir. Helmut Froschauer (Brana Records) (OCLC 319708872)
- Tchaïkovski (Concerto no 1) ; Anton Arenski (Concerto en fa mineur) - Orchestre de l'opéra de Vienne, dir. Michael Gielen ; Orchestre philharmonique de Brno, dir. Jiri Waldhans (1957 et 1968, LP VOX STPL 511.500 / Brana Records) (OCLC 190893356)
- Villa-Lobos, Concerto no 5*, Bachianas brasileiras no 3… - Orchestre symphonique de Vienne, dir. Heitor Villa-Lobos* ; Filarmonica Triestina, dir. Luigi Toffolo (concert Vienne, 25 mai 1955, Brana Records) (OCLC 56438454)